# ممو بناسی
مِـمو بناسی (ایتالیایی: Memo Benassi؛ ۲۱ ژوئن ۱۸۸۶ – ۲۴ فوریه ۱۹۵۷) هنرپیشه اهل کشور ایتالیا بود. وی در فیلم‌های صامت و مصوت بازی می‌کرد. این هنرمند در طول سال‌های بازیگری اش در بیش از ۵۰ فیلم بازی کرد.
از فیلم‌ها یا مجموعه‌های تلویزیونی که وی در آن‌ها نقش داشته است می‌توان به مسالینا، شیپیو آفریکانوس: شکست هانیبال، روسینی و شام دلقک اشاره نمود.